# Wullersdorf
Wullersdorf è un comune austriaco di 2 375 abitanti nel distretto di Hollabrunn, in Bassa Austria; ha lo status di comune mercato (Marktgemeinde). È suddiviso in undici comuni catastali (Katastralgemeinden; tra parentesi la popolazione al 1º gennaio 2015): Aschendorf (49), Grund (229), Hart (83), Immendorf (428), Kalladorf (243), Oberstinkenbrunn (234), Raffelhof, Maria Roggendorf (130), Schalladorf (126) e Wullersdorf (704).